# Provincia di Souk Ahras
La provincia di Souk Ahras (in arabo ولاية سوق أهراس) è una delle 58 province dell'Algeria, situata al confine con la Tunisia. Prende il nome dal suo capoluogo Souk Ahras. Altre città importanti della provincia sono Sedrata e Khemissa, dove si trova l'antico teatro romano di Thubursicum Numidarum. 

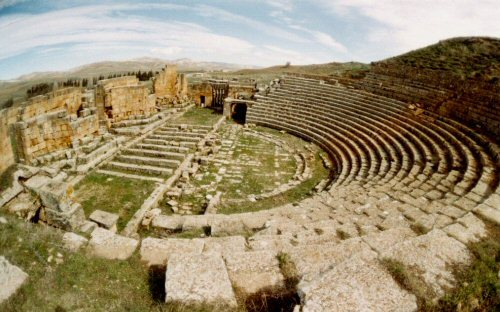
Teatro romano di Thubursicum Numidarum

## Popolazione
La provincia conta 438.127 abitanti, di cui 218.911 di genere maschile e 219.216 di genere femminile, con un tasso di crescita dal 1998 al 2008 dell'1.8%.

## Distretti
1. Bir Bou Haouch
2. Heddada
3. Madaura
4. Mechroha
5. Merahna
6. Ouled Driss
7. Oum El Adhaim
8. Sedrata
9. Souk Ahras
10. Taoura